# Комплекс 320-325
Комплекс 320—325 (англ. Complex 320-325) — одно из зданий военно-морской базы десанта в Коронадо, в заливе Сан-Диего, Калифорния. База находится под управлением военно-морских сил США и является центральной тренировочной и операционной базой специальных и экспедиционных сил.
По состоянию на 2007 год в Комплексе расквартирован Первый военно-морской инженерный батальон. На первом этаже одного из зданий расположено несколько административно-хозяйственных помещений, остальные используются под казармы.

## История
Здание Комплекса было построено на пересечении двух улиц Тулаги и Бугенвиль, названных в честь одноименных сражений Второй мировой войны, между 1967 и 1970 годами по дизайну местного архитектора Джона Мока (англ. John Mock). Оригинальный проект, предложенный морскому ведомству, представлял собой два центральных здания для котельной установки и зоны релаксации и одно трёхэтажное L-образное здание казарм. План предусматривал троекратное повторение путём поворота L-образного здания под углом в 90° к центральным зданиям.
Законченное здание получило форму свастики, при этом соседние здания базы представляют собой два самолета, летящих в её сторону. Впервые ассоциации с подобной формой были замечены в 2006 году любителями Google Earth. По словам официальных представителей Военно-морских сил США, получившаяся повторным поворотом L-образных зданий, форма была замечена лишь на стадии строительства, когда что-либо исправить уже было невозможно. Также они уточнили, что «ВМС намерено продолжать использовать здание столько, сколько оно будет оставаться в состоянии, адекватном требованиям службы». Однако позже командование приняло решение выделить 600 тысяч долларов для проведения камуфляжных работ по изменению аллей и оборудованию крыш солнечными элементами питания, которые должны были начаться с 1 октября 2008 года.